# Quercus × macdonaldii
Quercus × macdonaldii, anteriorment Quercus macdonaldii, és una rara espècie de roure que pertany a la família de les fagàcies.

## Distribució
L'arbre és endèmic de les Illes del Canal de Califòrnia, a les illes de Santa Cruz, Santa Rosa, i Santa Catalina, al sud de Califòrnia. Es troba en els hàbitats de chaparral i boscos en canons i vessants per sota dels 600 metres.
Quercus × macdonaldii és una espècie vulnerable, amenaçada per la pèrdua d'hàbitat.

## Morfologia
És un arbre caducifoli que pot créixer de 2-15 m d'alçada. Les seves fulles fan 4-7 cm de llarg, els dos extrems de les seves fulles són arrodonides amb 2-4 lòbuls poc profunds i gruixuts i rígits, tomentoses per sota. Les seves flors són molt petites. Els seus fruits són glans que fan 2-3 cm, tancats per 1/3 en la tassa peluda i la seva maduració és a 1 any.
La seva escorça és escamosa i grisenca i les seves branques són tomentoses.

## Taxonomia
Aquest tipus de roure va ser reclassificat com a Quercus × macdonaldii, un híbrid d'origen natural de Quercus berberidifolia i Quercus lobata. Té una distribució molt restringida i és endèmica a unes poques àrees com a matollars en les illes de Santa Rosa, Santa Catalina i Santa Cruz, a l'estat de Califòrnia, als Estats Units. Està amenaçada per la pèrdua d'hàbitat.